# Внутрішнє вухо

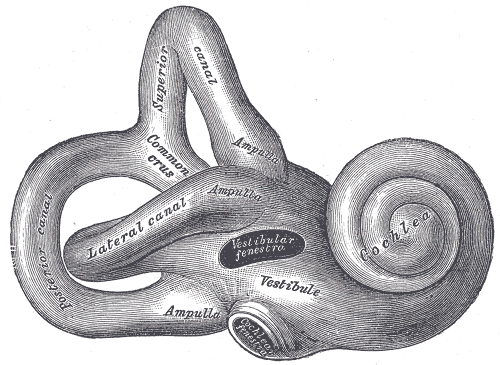
Внутрішнє вухо. Ілюстрація з підручника анатомії Грея.

Внутрішнє вухо (лат. auris interna) — один з трьох відділів органів слуху. У хребетних внутрішнє вухо виконує функції слухосприяття і рівноваги, у ссавців воно складається з кісткового лабіринту хитромудрої форми у товщі скроневої кістки зі системою ходів, що охоплює дві головні функціональні частини: завитку (орган слуху) і вестибулярний апарат (орган рівноваги).

## Анатомія

### Кістковий лабіринт
Кістковий лабіринт складається з присінку, завитки (спірально закручений в 2,5 оберти канал) і півколових каналів. Завитка знаходиться попереду, а півколові канали позаду, між ними розташована порожнина неправильної форми — присінок.

### Перетинчастий лабіринт
Всередині кісткового лабіринту знаходиться перетинчастий лабіринт, який має також три частини, але менших розмірів, а між стінками обох лабіринтів знаходиться невелика щілина, заповнена прозорою рідиною — перилімфою.

## Функція
Кожна частина внутрішнього вуха виконує певну функцію:
- Завитка є органом слуху.

Звукові хвилі, які з зовнішнього слухового проходу через середнє вухо потрапляють у внутрішній слуховий прохід, у вигляді вібрації передаються рідині, що заповнює завитку. Всередині завитка знаходиться основна мембрана (нижня перетинчаста стінка), на якій розташований кортіїв орган — скупчення особливих слухових волоскових клітин, які через коливання перилімфи сприймають слухові подразнення в діапазоні 16-20000 Гц, перекодовують їх у нервові імпульси і передають на нервові закінчення VIII пари черепномозкових нервів — присінково-завиткового нерва; далі нервовий імпульс надходить у корковий слуховий центр головного мозку.
- Присінок і півколові канали — органи відчуття рівноваги і положення тіла в просторі.

Півколові канали розташовані у трьох взаємно перпендикулярних площинах і заповнені напівпрозорою драглистою рідиною; всередині каналів знаходяться чутливі волоски, занурені в рідину, і при найменшому переміщенні тіла або голови в просторі рідина в цих каналах зміщується, натискає на волоски і породжує імпульси в закінченнях вестибулярного нерва — в мозок надходить інформація про зміну положення тіла. Робота вестибулярного апарата дозволяє людині точно орієнтуватися в просторі. Навіть при найскладніших рухах — наприклад, стрибнувши у воду з трампліна і при цьому кілька разів перекинувшись в повітрі, у воді нирець миттєво дізнається, де знаходиться верх, а де низ.